# Розга, Елена
Елена Розга (хорв. Jelena Rozga; род. 23 августа 1977, Сплит, СР Хорватия, СФР Югославия) — хорватская певица и автор песен, актриса.
С 1996 по 2006 год Елена Розга была солисткой группы Magazin, с которой записала пять студийных альбомов. В 2006 году она решила продолжить сольную карьеру и выпустила свой дебютный студийный альбом Oprosti mala. Альбом стал крупным коммерческим успехом, достигнув вершины хорватского альбомного хит-парада. Выпущенные с него синглы «Gospe moja», «Oprosti mala» и «Ne zovi me Marija» также стали популярными. Второй студийный альбом Bižuterija Розга выпустила в 2011 году, одноимённый сингл с него стал хитом номер один, популярностью также пользовались синглы «Rodit ču ti 'ČER i sina» и «Ona ili ja». В поддержку альбома певица отправилась в свой первый большой сольный тур «Bižuterija Tour» (2010—2012).
В 2012 году она выпустила свой первый альбом лучших хитов, в котором были представлены песни из её сольной карьеры и те, что были записаны с группой Magazin. Moderna žena, третий студийный альбом певицы, был выпущен в 2016 году, с него было выпущено девять успешных синглов, включая супер-хит «Tsunami». Moderna žena стал третьим студийным альбомом Розги, возглавившим хорватский альбомный хит-парад и получившим золотую сертификацию.
На сегодняшний день Елена считается одной из самых известных певиц Хорватии, получив золотые сертификаты за три сольных альбома и завоевав множество наград, в том числе Гран-При на фестивале в Сплите. Она также пользуется большим региональным успехом и популярностью в Сербии, Черногории, Северной Македонии, Боснии и Герцеговине и Словении.

## Дискография
В составе Magazin
- Nebo boje moje ljubavi (1996)
- Da si ti ja (1998)
- Minus i plus (2000)
- S druge strane mjeseca (2002)
- Paaa..? (2004)

Сольно
- Oprosti mala (2006)
- Bižuterija (2011)
- Moderna žena (2016)